# گرسدورف آندر فایستریتس
گرسدورف آندر فایستریتس (به آلمانی: Gersdorf an der Feistritz) یک منطقهٔ مسکونی در اتریش است که در وایتس واقع شده‌است. گرسدورف آندر فایستریتس ۱۹٫۰ کیلومتر مربع مساحت دارد ۳۳۳ متر بالاتر از سطح دریا واقع شده‌است.